# Giải vô địch bóng đá trong nhà nữ ASEAN 2024
Giải vô địch bóng đá trong nhà nữ ASEAN 2024 là lần tổ chức đầu tiên của Giải vô địch bóng đá trong nhà nữ ASEAN. Giải đấu diễn ra tại Philippines từ ngày 16 đến 21 tháng 11 tại Pasig, Manila. Việt Nam đã trở thành nhà vô địch đầu tiên trong lịch sử giải đấu.

## Thể thức thi đấu
Cả năm đội tuyển tham gia sẽ thi đấu theo thể thức vòng tròn tính điểm, đội đứng thứ nhất và thứ hai sẽ tham gia thi đấu trận chung kết, trong khi đó đội xếp thứ ba và thứ tư sẽ tham gia trận play-off tranh hạng ba.

## Bốc thăm
Lễ bốc thăm giải đấu diễn ra vào ngày 21 tháng 10 năm 2024. Chỉ có một bảng đấu duy nhất. Năm đội tuyển tham gia tranh tài, bao gồm cả đội chủ nhà đều được xếp vào nhóm hạt giống số 1. Đội chủ nhà, Philippines, nghiễm nhiên được xếp ở vị trí A1, trong khi các đội tuyển còn lại được xếp vào những vị trí ngẫu nhiên khác (A2–A6). Bảng xếp hạng tính đến ngày 11 tháng 10 năm 2024.
| Nhóm 1                                                       | Chủ nhà              |
| ------------------------------------------------------------ | -------------------- |
| Thái Lan (6) · Việt Nam (11) · Indonesia (24) · Myanmar (37) | Philippines (59) (H) |

## Địa điểm
| Pasig                  | PasigGiải vô địch bóng đá trong nhà nữ ASEAN 2024 (Luzon) |
| Nhà thi đấu Philsports | PasigGiải vô địch bóng đá trong nhà nữ ASEAN 2024 (Luzon) |
| Sức chứa: 10.000       | PasigGiải vô địch bóng đá trong nhà nữ ASEAN 2024 (Luzon) |
|                        | PasigGiải vô địch bóng đá trong nhà nữ ASEAN 2024 (Luzon) |

## Vòng bảng
Tất cả thời gian theo giờ địa phương, PST (UTC+8)

| VT | Đội             | ST | T | H | B | BT | BB | HS  | Đ  | Giành quyền tham dự |
| -- | --------------- | -- | - | - | - | -- | -- | --- | -- | ------------------- |
| 1  | Thái Lan        | 4  | 4 | 0 | 0 | 13 | 1  | +12 | 12 | Chung kết           |
| 2  | Việt Nam        | 4  | 3 | 0 | 1 | 16 | 6  | +10 | 9  | Chung kết           |
| 3  | Indonesia       | 4  | 2 | 0 | 2 | 9  | 7  | +2  | 6  | Tranh hạng ba       |
| 4  | Myanmar         | 4  | 0 | 1 | 3 | 5  | 16 | −11 | 1  | Tranh hạng ba       |
| 5  | Philippines (H) | 4  | 0 | 1 | 3 | 4  | 17 | −13 | 1  |                     |

| Indonesia | 0–1      | Thái Lan     |
| --------- | -------- | ------------ |
|           | Chi tiết | - Darika 36' |

| Philippines                | 2–2      | Myanmar                                   |
| -------------------------- | -------- | ----------------------------------------- |
| - Bandoja 12' - Danton 33' | Chi tiết | - Lwin Lwin Thet 24' - Yun Me Me Lwin 32' |

| Myanmar                               | 2–5      | Việt Nam |
| ------------------------------------- | -------- | --- |
| - Nang Seng Brim 9' - Sett Nwe Ni 16' | Chi tiết | - Trịnh Nguyễn Thanh Hằng 3' - Nguyễn Phương Anh 21' - Biện Thị Hằng 26' - Lê Thị Thanh Ngân 33' (ph.đ.) - K'Thủa 39' |

| Thái Lan                                                                                  | 7–0      | Philippines |
| ----------------------------------------------------------------------------------------- | -------- | ----------- |
| - Sangrawee 6', 29' - Sawitree 8' - Paerploy 13' - Arriya 17' - Lalida 24' - Nattamon 40' | Chi tiết |             |

| Việt Nam                                                                                  | 5–0      | Indonesia |
| ----------------------------------------------------------------------------------------- | -------- | --------- |
| - Nguyễn Phương Anh 1' - Bùi Thị Trang 5', 6' - Biện Thị Hằng 12' - Lê Thị Thanh Ngân 38' | Chi tiết |           |

| Myanmar              | 1–2      | Thái Lan                     |
| -------------------- | -------- | ---------------------------- |
| - Yun Me Me Lwin 34' | Chi tiết | - Sangrawee 23' - Arriya 35' |

| Indonesia                                                                                  | 7–0      | Myanmar |
| ------------------------------------------------------------------------------------------ | -------- | ------- |
| - Sundari 11' - Hendrita 14' - Rosdiana 16', 21' - Rosita 23' - Sari 30' - Matulapelwa 33' | Chi tiết |         |

| Việt Nam | 6–1      | Philippines     |
| --- | -------- | --------------- |
| - Trần Thị Lan Mai 13', 28' - Lê Thị Thanh Ngân 21' - Nguyễn Phương Anh 26' - Trần Thị Thu Xuân 29' - K'Thủa 32' | Chi tiết | - Del Campo 25' |

| Thái Lan                                    | 3–0      | Việt Nam |
| ------------------------------------------- | -------- | -------- |
| - Arriya 16' - Sangrawee 17' - Nattamon 26' | Chi tiết |          |

| Philippines   | 1–2      | Indonesia                    |
| ------------- | -------- | ---------------------------- |
| - Bandoja 12' | Chi tiết | - Hendrita 7' - Rusdiana 39' |

## Vòng đấu loại trực tiếp

### Nhánh đấu
|  | Chung kết           |   |
|  |                     |   |
|  | 21 tháng 11 – Pasig |   |
|  |                     |   |
|  | Thái Lan            | 1 |
|  | Thái Lan            | 1 |
|  | Việt Nam (s.h.p.)   | 2 |
|  | Việt Nam (s.h.p.)   | 2 |
|  |                     |   |
|  |                     |   |
|  |                     |   |
|  | Tranh hạng ba       |   |
|  |                     |   |
|  | 21 tháng 11 – Pasig |   |
|  |                     |   |
|  | Indonesia           | 4 |
|  | Indonesia           | 4 |
|  | Myanmar             | 1 |
|  | Myanmar             | 1 |

### Tranh hạng ba
| Indonesia                                                          | 4–1      | Myanmar             |
| ------------------------------------------------------------------ | -------- | ------------------- |
| - Phu Pwint Khaing 2' (l.n.) - Sari 7' - Rosdiana 25' - Karath 30' | Chi tiết | - Wutt Yee Lwin 28' |

### Chung kết
| Thái Lan                       | 1–2 (s.h.p.) | Việt Nam                     |
| ------------------------------ | ------------ | ---------------------------- |
| - Lê Thị Thanh Ngân 46' (l.n.) | Chi tiết     | - Nguyễn Phương Anh 43', 47' |

## Nhà vô địch
| Giải vô địch bóng đá trong nhà nữ ASEAN 2024 |
| -------------------------------------------- |
| · Việt Nam · Lần thứ nhất                    |

## Giải thưởng
- Cầu thủ xuất sắc nhất
  -  Trịnh Nguyễn Thanh Hằng[8]
- Vua phá lưới
  -  Nguyễn Phương Anh[9] (5 bàn)
- Thủ môn xuất sắc nhất
  -  Chaw Sandi Aung[3]